# Baliga sagax
Baliga sagax is een insect uit de familie van de mierenleeuwen (Myrmeleontidae), die tot de orde netvleugeligen (Neuroptera) behoort. 
Baliga sagax is voor het eerst wetenschappelijk beschreven door Walker in 1853.